# Shades of Deep Purple

W zasadzie zaraz po naszym powrocie powiedziano nam: „Macie już zarezerwowane studio, tak że możecie nagrywać album”. Nie pozostało nam nic innego jak wybrać te 8-9 numerów spośród tych, które wcześniej graliśmy na żywo, i zarejestrować je na płycie.

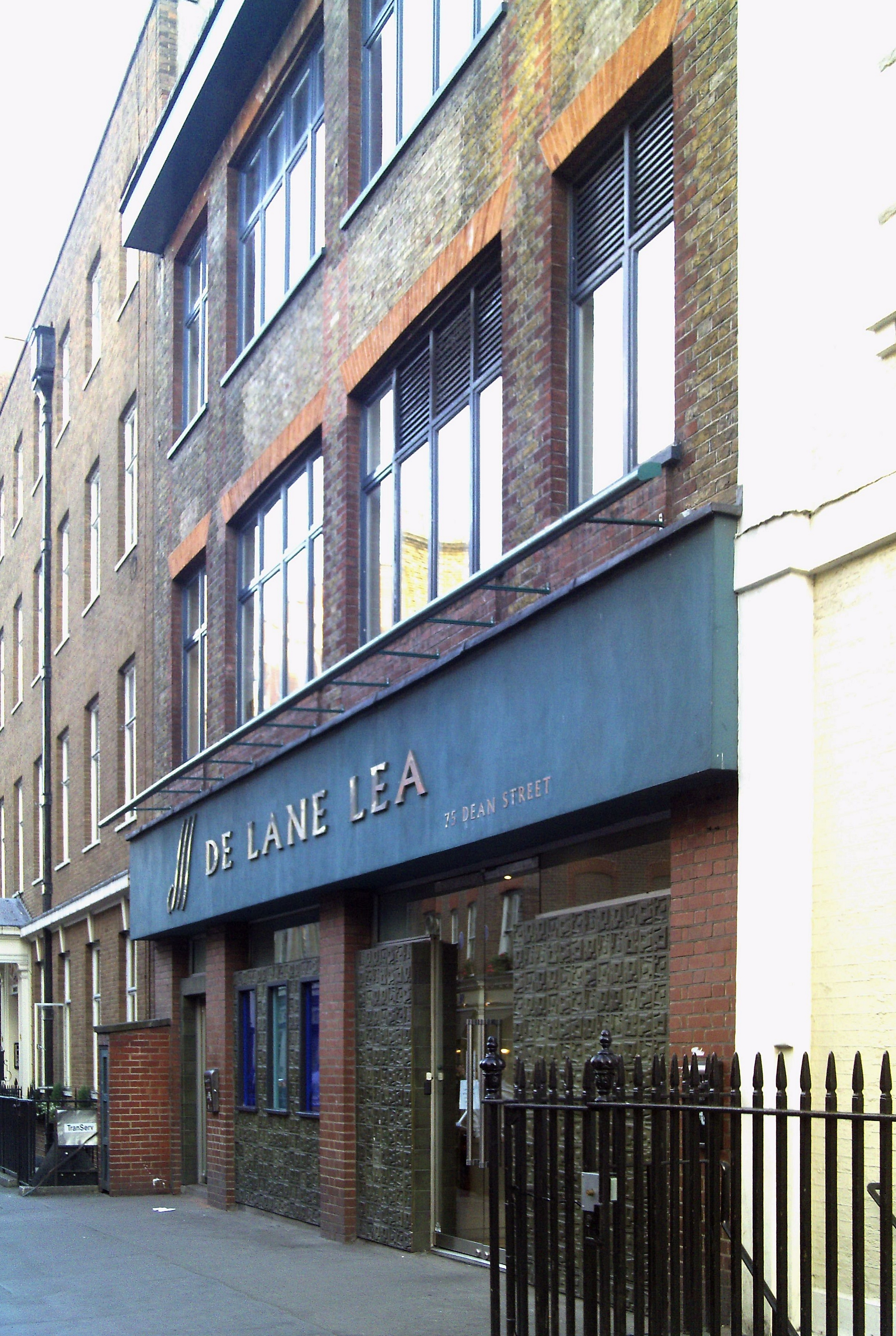
Studio nagraniowe „De Lane Lea” w Londynie, w którym odbyła się sesja nagraniowa do pierwszej płyty Deep Purple – "Shades of Deep Purple".

Shades of Deep Purple – debiutancki album brytyjskiego zespołu hardrockowego Deep Purple, wydany po raz pierwszy nakładem wytwórni Tetragrammaton Records w lipcu 1968 w Stanach Zjednoczonych. Producentem albumu był Derek Lawrence, natomiast reżyserem dźwięku był Barry Ainsworth. Album osiągnął 24 miejsce w notowaniu „Billboard 200”.
Album rozpoczyna piosenka „And The Address”, wyraźnie zainspirowana „Stone Free” Jimiego Hendriksa (uznawanego za największego gitarzystę wszech czasów). „Hush” to cover utworu napisanego w 1967 przez amerykańskiego wokalistę, gitarzystę i tekściarza Joego Southa dla amerykańskiego wokalisty Billy’ego Joego Royala. W oryginalnej wersji kompozycja utrzymana jest w stylistyce pop rockowej. W wersji Deep Purple wyraźnie rozpoznawalny jest funkowy akompaniament. „Prelude: Happiness” to instrumentalny wstęp do „I'm So Glad”, kolejnego coveru jaki został zarejestrowany na debiutanckiej płycie grupy. „I'm So Glad” to powstała we wczesnych latach 30. XX wieku piosenka pierwotnie pochodząca z repertuaru amerykańskiego bluesmana Skipa Jamesa. „Prelude: Happiness” to utwór, w którym wyraźnie widać zamierzenia Jona Lorda, klawiszowca oraz nieformalnego frontmana grupy, do łączenie muzyki rockowej z poważną. Rozpoczynający stronę B „Mandrake Root” to utwór napisany przez gitarzystę grupy Ritchiego Blackmore’a w okresie od końca 1965 do jesieni 1967 kiedy przebywał w Republice Federalnej Niemiec (głównie w Hamburgu). Trzecim coverem na „Shades of Deep Purple” jest „Help!” kompozycja The Beatles, wydana po raz pierwszy w Wielkiej Brytanii 23 lipca 1965. Cover zespołu grany często na koncertach planowany był jako magnum opus albumu (po wydaniu płyty do Deep Purple zadzwonili z gratulacjami muzycy The Beatles – John Lennon oraz Paul McCartney – gratulując im pomysłu).

Nagranie „Help” było pomysłem Jona. Ale gdy na przesłuchaniu zjawił się Rod, od razu zasugerował, by naszą wersję mocno zwolnić w stosunku do oryginału. Okazało się, że wypadło znakomicie.

Czwartym i ostatnim coverem jest zamykająca album piosenka „Hey Joe” napisana w 1962 przez amerykańskiego tekściarza Billy’ego Robertsa.

## Historia
18 kwietnia 1968 grupa wypłynęła do Skandynawii na serię 11 koncertów, z których pierwszy odbył się 20 kwietnia w Taastrup (Dania) a ostatni 5 maja w Roskilde (Dania). Po powrocie 6 maja zespół otrzymał telegram od prezesa Tetragrammaton Records – Artiego Mogulla:

POTWIERDZAM 2000 DOLARÓW ZALICZKI. 9 PROCENT ZE SPRZEDAŻY PŁYT DEEP PURPLE W USA KANADZIE I JAPONII – NO TO DO ROBOTY.

Sesja odbyła się w dniach 11–13 maja 1968 w londyńskim studiu „De Lane Lea”. Pierwszego dnia muzycy spędzili w studiu około 10 godzin. Drugi dzień poświęcony był dokończeniu pracy przez grupę natomiast trzeciego dnia odbyło się miksowanie. Basista zespołu – Nick Simper – opisuje warunki w jakich znalazło się Deep Purple podczas nagrywania swojej debiutanckiej płyty:

Jako zespół istnieliśmy wówczas dopiero kilka dni i od razu udało nam się wyskoczyć z taką płytą. Ci, którzy obecnie krytykują pierwszy skład, chyba nie zdają sobie sprawy z warunków, w jakich nagrywaliśmy. Duża płyta w ciągu dwóch dni, i to na czterośladowym sprzęcie...

Po zakończeniu nagrywania postanowiono podjąć decyzję o wyborze odpowiedniego utworu na singel mający promować album. Zespół optował za piosenką „Help!”. Wytwórnia stwierdziła jednak, iż na rynek amerykański bardziej odpowiednią piosenką będzie „Hush”. „One More Rainy Day” wybrano jako piosenkę na stronę B. Singel „Hush/One More Rainy Day” ukazał się 21 czerwca 1968 w Wielkiej Brytanii nakładem Parlophone. Parę dni potem Tetragrammaton Records wypuściła singel w Stanach Zjednoczonych. Pierwszy singel zespołu przeszedł w ich rodzinnych kraju bez echa, za oceanem natomiast „Hush” stał się wielkim hitem (we wrześniu 1968 singel osiągnął 4 pozycję w notowaniu „Billboard Hot 100”). Swoją opinię na ten temat wyraził Lord:

„Hush” stało się wielkim przebojem w Stanach. Nie mieliśmy pojęcia, że w tym czasie w obiegu znajdowała się bardzo mocna, intensywnie działająca odmiana LSD znana jako „Deep Purple”! Był to czysty przypadek i gdy przejechaliśmy po raz pierwszy do Stanów, wszyscy nas chwalili: „Fajny zespół, jeszcze lepsza nazwa”. Z pewnością więc nasz pierwszy sukces miał z tym wszystkim wiele wspólnego.

## Lista utworów[1][2][3][4][11]
Tej nocy nie mogliśmy nigdzie znaleźć hotelu. W Londynie odbywał się chyba jakiś wielki mecz pucharowy i wszystkie hotele miały komplet. Tony Edwards zabrał mnie i moją żonę do hotelu, którego właścicielem był jego znajomy. Tam dostaliśmy jego służbowy apartament. Rod Evans nie miał gdzie się podziać, więc spał w naszej furgonetce. Przeziębił się i na drugi dzień jego głos brzmiał trochę dziwnie...

### LP strona 1
| 1. | „And the Address” (Blackmore/Lord)                                          | 4:38  |
|    |                                                                             |       |
| 2. | „Hush” (South)                                                              | 4:24  |
|    |                                                                             |       |
| 3. | „One More Rainy Day” (Evans/Lord)                                           | 3:40  |
|    |                                                                             |       |
| 4. | a) „Prelude: Happiness” (Rimski-Korsakow/Blackmore/Evans/Lord/Paice/Simper) | 7:19  |
|    | b) „I'm So Glad” (James)                                                    |       |
|    |                                                                             | 20:01 |
|    |                                                                             |       |

### LP strona 2
| 5. | „Mandrake Root” (Blackmore/Evans/Lord) | 6:09  |
|    |                                        |       |
| 6. | „Help!” (Lennon/McCartney)             | 6:01  |
|    |                                        |       |
| 7. | „Love Help Me” (Blackmore/Evans)       | 3:49  |
|    |                                        |       |
| 8. | „Hey Joe” (Roberts)                    | 7:33  |
|    |                                        |       |
|    |                                        | 23:32 |
|    |                                        |       |

### Utwory bonusowe na wydaniu CD
| 9.  | „Shadows” (Blackmore/Evans/Lord/Paice/Simper)            | 3:38  |
|     |                                                          |       |
| 10. | „Love Help Me” (wersja instrumentalna) (Blackmore/Evans) | 3:29  |
|     |                                                          |       |
| 11. | „Help!” (wersja alternatywna)                            | 5:23  |
|     |                                                          |       |
| 12. | „Hey Joe” (sesja nagraniowa w Top Gear)                  | 4:05  |
|     |                                                          |       |
| 13. | „Hush” (live w TV USA)                                   | 3:53  |
|     |                                                          |       |
|     |                                                          | 20:28 |
|     |                                                          |       |

## Skład zespołu[1][2]
- Rod Evans – śpiew
- Ritchie Blackmore – gitara elektryczna
- Jon Lord – organy Hammonda, śpiew
- Nick Simper – gitara basowa, śpiew
- Ian Paice – perkusja